# Alvaro de los Rios
Alvaro de los Rios (1580 - Madrid, 1623) fou un compositor espanyol del Renaixement.
Fou músic de cambra de la reina Na Margarida d'Àustria. Tirso de Molina el lloà amb motiu de la representació de El vergonzoso en palacio, a Toledo, obra per la qual havia escrit alguns números musicals en unió d'altres compositors de l'època.
El manuscrit de Sablonara en la Biblioteca de l'Estat, a Múnic i la Biblioteca Nacional d'Espanya, conté diverses composicions d'aquest autor.